# Championnat du monde de badminton par équipes féminines 2024
Navigation
Bangkok 2022 2026
L'Uber Cup 2024 est la 30e édition de cette compétition, appelée également Championnat du monde de badminton par équipes féminines.

## Lieu de la compétition
| \| Chengdu \| Localisation de la ville de Chengdu. |
| Chengdu                                            |

La compétition a lieu dans la ville chinoise de Chengdu.

## Qualifications
Le classement mondial de chaque nation est indiqué entre parenthèses.
La veille du tirage au sort, la BWF révèle que l'Afrique du Sud, la France, l’Écosse et l'Espagne ont décliné leur participation. Leurs places ont été attribuées à l'Ouganda, nation suivante dans l'ordre continental de qualification et à Hong Kong, à Singapour et au Mexique, en fonction de leurs classements mondiaux.
| Mode de qualification                   | Date                  | Lieu      | Places | Équipes qualifiées                                                          |
| --------------------------------------- | --------------------- | --------- | ------ | --------------------------------------------------------------------------- |
| Pays hôte                               | 28 février 2021       | -         | 1      | Chine (1)                                                                   |
| Vainqueur de l'Uber Cup 2022            | 5 au 15 mai 2022      | Bangkok   | 1      | Corée du Sud (2)                                                            |
| Championnats d'Afrique par équipes 2024 | 12 au 15 février 2024 | Le Caire  | 1      | Afrique du Sud (38) Ouganda                                                 |
| Championnats d'Asie par équipes 2024    | 13 au 18 février 2024 | Shah Alam | 4      | Inde (9) Thaïlande (4) Indonésie (5) Japon (3)                              |
| Championnats panaméricains 2024         | 15 au 18 février 2024 | São Paulo | 1      | Canada (11)                                                                 |
| Championnats d'Europe par équipes 2024  | 14 au 18 février 2024 | Łódź      | 4 → 1  | Danemark (8) Espagne (12) France (13) Écosse (21)                           |
| Championnats d'Océanie 2024             | 16 au 18 février 2024 | Geelong   | 1      | Australie (17)                                                              |
| Classement mondial                      | 20 février 2024       | -         | 3 + 3  | Taipei chinois (7) États-Unis (9) Malaisie (10) Hong Kong Singapour Mexique |
| Total                                   | Total                 | Total     | 16     |                                                                             |

## Tirage au sort
Le tirage au sort a été effectué le 22 mars 2024 à Chengdu. Les 16 équipes ont été placées dans 4 groupes de 4 équipes. Pour ce faire, les équipes ont été classées en fonction du World Team Ranking au 20 février 2024 : la Chine et la Corée du Sud se trouvent dans le pot 1, avec, respectivement, les positions A1 et D1. La Thaïlande et le Japon, les deux meilleures équipes suivantes complètent ce pot 1. Les pots suivants sont attribués en fonction des classements.
| Pot 1                              | Pot 2                                  | Pot 3                                | Pot 4                               |
| ---------------------------------- | -------------------------------------- | ------------------------------------ | ----------------------------------- |
| Chine Corée du Sud Japon Thaïlande | Indonésie Taipei chinois Inde Danemark | États-Unis Malaisie Canada Hong Kong | Singapour Australie Mexique Ouganda |

| Groupe A                    | Groupe B                                    | Groupe C                          | Groupe D                                 |
| --------------------------- | ------------------------------------------- | --------------------------------- | ---------------------------------------- |
| Chine Inde Canada Singapour | Thaïlande Taipei chinois Malaisie Australie | Japon Indonésie Hong Kong Ouganda | Corée du Sud Danemark États-Unis Mexique |

## Tour préliminaire
Quand des horaires sont indiqués, ils sont locaux (UTC+08:00).
- En gras, les deux premiers de chaque groupe sont qualifiés pour les quarts de finale.

### Groupe A
|   | Équipe    | Points | J | V | D | MP | MC | SP | SC | PP  | PC  |
| - | --------- | ------ | - | - | - | -- | -- | -- | -- | --- | --- |
| 1 | Chine     | 3      | 3 | 3 | 0 | 15 | 0  | 30 | 0  | 630 | 305 |
| 2 | Inde      | 2      | 3 | 2 | 1 | 8  | 7  | 16 | 14 | 510 | 520 |
| 3 | Canada    | 1      | 3 | 1 | 2 | 6  | 9  | 12 | 18 | 496 | 602 |
| 4 | Singapour | 0      | 3 | 0 | 3 | 1  | 14 | 2  | 28 | 424 | 633 |

| 27 avril | Chine  | 5 | 0 | Singapour |
| 27 avril | Inde   | 4 | 1 | Canada    |
| 28 avril | Inde   | 4 | 1 | Singapour |
| 28 avril | Chine  | 5 | 0 | Canada    |
| 30 avril | Chine  | 5 | 0 | Inde      |
| 30 avril | Canada | 5 | 0 | Singapour |

### Groupe B
|   | Équipe         | Points | J | V | D | MP | MC | SP | SC | PP  | PC  |
| - | -------------- | ------ | - | - | - | -- | -- | -- | -- | --- | --- |
| 1 | Thaïlande      | 3      | 3 | 3 | 0 | 15 | 0  | 30 | 1  | 650 | 368 |
| 2 | Taipei chinois | 2      | 3 | 2 | 1 | 8  | 7  | 17 | 15 | 584 | 565 |
| 3 | Malaisie       | 1      | 3 | 1 | 2 | 5  | 10 | 11 | 21 | 519 | 571 |
| 4 | Australie      | 0      | 3 | 0 | 3 | 2  | 13 | 5  | 26 | 379 | 628 |

| 28 avril | Taipei chinois | 4 | 1 | Malaisie       |
| 28 avril | Thaïlande      | 5 | 0 | Australie      |
| 29 avril | Taipei chinois | 4 | 1 | Australie      |
| 29 avril | Thaïlande      | 5 | 0 | Malaisie       |
| 1er mai  | Thaïlande      | 5 | 0 | Taipei chinois |
| 1er mai  | Malaisie       | 4 | 1 | Australie      |

### Groupe C
|   | Équipe    | Points | J | V | D | MP | MC | SP | SC | PP  | PC  |
| - | --------- | ------ | - | - | - | -- | -- | -- | -- | --- | --- |
| 1 | Japon     | 3      | 3 | 3 | 0 | 13 | 2  | 28 | 8  | 705 | 453 |
| 2 | Indonésie | 2      | 3 | 2 | 1 | 12 | 3  | 26 | 10 | 695 | 533 |
| 3 | Hong Kong | 1      | 3 | 1 | 2 | 5  | 10 | 14 | 20 | 564 | 558 |
| 4 | Ouganda   | 0      | 3 | 0 | 3 | 0  | 15 | 0  | 30 | 210 | 630 |

| 27 avril | Japon     | 5 | 0 | Ouganda   |
| 27 avril | Indonésie | 5 | 0 | Hong Kong |
| 29 avril | Japon     | 5 | 0 | Hong Kong |
| 29 avril | Indonésie | 5 | 0 | Ouganda   |
| 1er mai  | Japon     | 3 | 2 | Indonésie |
| 1er mai  | Hong Kong | 5 | 0 | Ouganda   |

### Groupe D
|   | Équipe       | Points | J | V | D | MP | MC | SP | SC | PP  | PC  |
| - | ------------ | ------ | - | - | - | -- | -- | -- | -- | --- | --- |
| 1 | Corée du Sud | 3      | 3 | 3 | 0 | 15 | 0  | 30 | 1  | 651 | 395 |
| 2 | Danemark     | 2      | 3 | 2 | 1 | 10 | 5  | 21 | 13 | 655 | 511 |
| 3 | États-Unis   | 1      | 3 | 1 | 2 | 5  | 10 | 13 | 20 | 526 | 558 |
| 4 | Mexique      | 0      | 3 | 0 | 3 | 0  | 15 | 0  | 30 | 262 | 630 |

| 27 avril | Corée du Sud | 5 | 0 | Mexique    |
| 27 avril | Danemark     | 5 | 0 | États-Unis |
| 28 avril | Danemark     | 5 | 0 | Mexique    |
| 28 avril | Corée du Sud | 5 | 0 | États-Unis |
| 30 avril | Corée du Sud | 5 | 0 | Danemark   |
| 30 avril | États-Unis   | 5 | 0 | Mexique    |

## Phase finale

### Tableau
|  | Quarts de finale | Quarts de finale |           |   | Demi-finales | Demi-finales |  |  | Finale | Finale |
|  | Quarts de finale | Quarts de finale |           |   | Demi-finales | Demi-finales |  |  | Finale | Finale |
|  |                  |                  |           |   |              |              |  |  |        |        |
|  | 2 mai            | 2 mai            |           |   | 4 mai        | 4 mai        |  |  | 5 mai  | 5 mai  |
|  | 2 mai            | 2 mai            |           |   | 4 mai        | 4 mai        |  |  | 5 mai  | 5 mai  |
|  | Chine            | 3                |           |   | 4 mai        | 4 mai        |  |  | 5 mai  | 5 mai  |
|  | Chine            | 3                |           |   | 4 mai        | 4 mai        |  |  | 5 mai  | 5 mai  |
|  | Danemark         | 0                |           |   | 4 mai        | 4 mai        |  |  | 5 mai  | 5 mai  |
|  | Danemark         | 0                | Chine     | 3 |              |              |  |  | 5 mai  | 5 mai  |
|  | 2 mai            |                  | Chine     | 3 |              |              |  |  | 5 mai  | 5 mai  |
|  |                  | Japon            | 0         |   |              |              |  |  | 5 mai  | 5 mai  |
|  | Japon            | Japon            | 0         | 3 |              |              |  |  | 5 mai  | 5 mai  |
|  | Japon            |                  |           | 3 |              |              |  |  | 5 mai  | 5 mai  |
|  | Inde             | 0                |           |   |              |              |  |  | 5 mai  | 5 mai  |
|  | Inde             | 0                | Chine     | 3 |              |              |  |  |        |        |
|  | 3 mai            |                  | Chine     | 3 |              |              |  |  |        |        |
|  |                  | Indonésie        | 0         |   |              |              |  |  |        |        |
|  | Indonésie        | Indonésie        | 0         | 3 |              |              |  |  |        |        |
|  | Indonésie        | 4 mai            |           | 3 |              |              |  |  |        |        |
|  | Thaïlande        | 0                |           |   |              |              |  |  |        |        |
|  | Thaïlande        | 0                | Indonésie | 3 |              |              |  |  |        |        |
|  | 3 mai            |                  | Indonésie | 3 |              |              |  |  |        |        |
|  |                  | Corée du Sud     | 2         |   |              |              |  |  |        |        |
|  | Taipei chinois   | Corée du Sud     | 2         | 0 |              |              |  |  |        |        |
|  | Taipei chinois   |                  |           | 0 |              |              |  |  |        |        |
|  | Corée du Sud     | 3                |           |   |              |              |  |  |        |        |
|  | Corée du Sud     | 3                |           |   |              |              |  |  |        |        |

### Quarts de finale
| Chine 3 | Chengdu High-tech Zone Sports Center Gymnasium, terrain n°1 Jeudi 2 mai 2024 à 09 heures 30 | Chengdu High-tech Zone Sports Center Gymnasium, terrain n°1 Jeudi 2 mai 2024 à 09 heures 30 | Danemark 0 |       |  |             |
| \| \| \| \| \| \| \| \| \| 1 \| \| Chen Yufei Line Kjærsfeldt \| 21 10 \| 21 12 \| \| \| \| 2 \| \| Chen Qingchen / Jia Yifan Alexandra Bøje / Maiken Fruergaard \| 21 12 \| 21 15 \| \| \| \| 3 \| \| He Bingjiao Line Christophersen \| 21 16 \| 22 20 \| \| \| \| 4 \| \| Liu Shengshu / Zhang Shuxian Christine Busch / Amalie Magelund \| \| \| \| non disputé \| \| 5 \| \| Han Yue Julie Dawall Jakobsen \| \| \| \| non disputé \| |                                                                                             |                                                                                             |            |       |  |             |
| |                                                                                             |                                                                                             |            |       |  |             |
| 1 |                                                                                             | Chen Yufei Line Kjærsfeldt                                                                  | 21 10      | 21 12 |  |             |
| 2 |                                                                                             | Chen Qingchen / Jia Yifan Alexandra Bøje / Maiken Fruergaard                                | 21 12      | 21 15 |  |             |
| 3 |                                                                                             | He Bingjiao Line Christophersen                                                             | 21 16      | 22 20 |  |             |
| 4 |                                                                                             | Liu Shengshu / Zhang Shuxian Christine Busch / Amalie Magelund                              |            |       |  | non disputé |
| 5 |                                                                                             | Han Yue Julie Dawall Jakobsen                                                               |            |       |  | non disputé |

|   |  |                                                                |       |       |  |             |
| 1 |  | Chen Yufei Line Kjærsfeldt                                     | 21 10 | 21 12 |  |             |
| 2 |  | Chen Qingchen / Jia Yifan Alexandra Bøje / Maiken Fruergaard   | 21 12 | 21 15 |  |             |
| 3 |  | He Bingjiao Line Christophersen                                | 21 16 | 22 20 |  |             |
| 4 |  | Liu Shengshu / Zhang Shuxian Christine Busch / Amalie Magelund |       |       |  | non disputé |
| 5 |  | Han Yue Julie Dawall Jakobsen                                  |       |       |  | non disputé |

| Japon 3 | Chengdu High-tech Zone Sports Center Gymnasium, terrain n°2 Jeudi 2 mai 2024 à 09 heures 30 | Chengdu High-tech Zone Sports Center Gymnasium, terrain n°2 Jeudi 2 mai 2024 à 09 heures 30 | Inde 0 |       |       |             |
| \| \| \| \| \| \| \| \| \| 1 \| \| Aya Ohori Ashmita Chaliha \| 21 10 \| 20 22 \| 21 15 \| \| \| 2 \| \| Nami Matsuyama / Chiharu Shida Priya Konjengbam / Shruti Mishra \| 21 8 \| 21 9 \| \| \| \| 3 \| \| Nozomi Okuhara Isharani Baruah \| 21 15 \| 21 12 \| \| \| \| 4 \| \| Rena Miyaura / Rena Miyaura Simran Singhi / Ritika Thaker \| \| \| \| non disputé \| \| 5 \| \| Tomoka Miyazaki Tanvi Sharma \| \| \| \| non disputé \| |                                                                                             |                                                                                             |        |       |       |             |
| |                                                                                             |                                                                                             |        |       |       |             |
| 1 |                                                                                             | Aya Ohori Ashmita Chaliha                                                                   | 21 10  | 20 22 | 21 15 |             |
| 2 |                                                                                             | Nami Matsuyama / Chiharu Shida Priya Konjengbam / Shruti Mishra                             | 21 8   | 21 9  |       |             |
| 3 |                                                                                             | Nozomi Okuhara Isharani Baruah                                                              | 21 15  | 21 12 |       |             |
| 4 |                                                                                             | Rena Miyaura / Rena Miyaura Simran Singhi / Ritika Thaker                                   |        |       |       | non disputé |
| 5 |                                                                                             | Tomoka Miyazaki Tanvi Sharma                                                                |        |       |       | non disputé |

|   |  |                                                                 |       |       |       |             |
| 1 |  | Aya Ohori Ashmita Chaliha                                       | 21 10 | 20 22 | 21 15 |             |
| 2 |  | Nami Matsuyama / Chiharu Shida Priya Konjengbam / Shruti Mishra | 21 8  | 21 9  |       |             |
| 3 |  | Nozomi Okuhara Isharani Baruah                                  | 21 15 | 21 12 |       |             |
| 4 |  | Rena Miyaura / Rena Miyaura Simran Singhi / Ritika Thaker       |       |       |       | non disputé |
| 5 |  | Tomoka Miyazaki Tanvi Sharma                                    |       |       |       | non disputé |

| Indonésie 3 | Chengdu High-tech Zone Sports Center Gymnasium, terrain n°1 Vendredi 3 mai 2024 à 09 heures 30 | Chengdu High-tech Zone Sports Center Gymnasium, terrain n°1 Vendredi 3 mai 2024 à 09 heures 30 | Thaïlande 0 |       |       |             |
| \| \| \| \| \| \| \| \| \| 1 \| \| Gregoria Mariska Tunjung Ratchanok Intanon \| 22 20 \| 21 18 \| \| \| \| 2 \| \| Apriyani Rahayu / Siti Fadia Silva Ramadhanti Jongkolphan Kititharakul / Rawinda Prajongjai \| 21 17 \| 21 14 \| \| \| \| 3 \| \| Ester Nurumi Tri Wardoyo Supanida Katethong \| 19 21 \| 21 19 \| 21 19 \| \| \| 4 \| \| Lanny Tria Mayasari / Ribka Sugiarto Nuntakarn Aimsaard / Phataimas Muenwong \| \| \| \| non disputé \| \| 5 \| \| Komang Ayu Cahya Dewi Busanan Ongbamrungphan \| \| \| \| non disputé \| |                                                                                                |                                                                                                |             |       |       |             |
| |                                                                                                |                                                                                                |             |       |       |             |
| 1 |                                                                                                | Gregoria Mariska Tunjung Ratchanok Intanon                                                     | 22 20       | 21 18 |       |             |
| 2 |                                                                                                | Apriyani Rahayu / Siti Fadia Silva Ramadhanti Jongkolphan Kititharakul / Rawinda Prajongjai    | 21 17       | 21 14 |       |             |
| 3 |                                                                                                | Ester Nurumi Tri Wardoyo Supanida Katethong                                                    | 19 21       | 21 19 | 21 19 |             |
| 4 |                                                                                                | Lanny Tria Mayasari / Ribka Sugiarto Nuntakarn Aimsaard / Phataimas Muenwong                   |             |       |       | non disputé |
| 5 |                                                                                                | Komang Ayu Cahya Dewi Busanan Ongbamrungphan                                                   |             |       |       | non disputé |

|   |  |                                                                                             |       |       |       |             |
| 1 |  | Gregoria Mariska Tunjung Ratchanok Intanon                                                  | 22 20 | 21 18 |       |             |
| 2 |  | Apriyani Rahayu / Siti Fadia Silva Ramadhanti Jongkolphan Kititharakul / Rawinda Prajongjai | 21 17 | 21 14 |       |             |
| 3 |  | Ester Nurumi Tri Wardoyo Supanida Katethong                                                 | 19 21 | 21 19 | 21 19 |             |
| 4 |  | Lanny Tria Mayasari / Ribka Sugiarto Nuntakarn Aimsaard / Phataimas Muenwong                |       |       |       | non disputé |
| 5 |  | Komang Ayu Cahya Dewi Busanan Ongbamrungphan                                                |       |       |       | non disputé |

| Taipei chinois 0 | Chengdu High-tech Zone Sports Center Gymnasium, terrain n°2 Vendredi 3 mai 2024 à 09 heures 30 | Chengdu High-tech Zone Sports Center Gymnasium, terrain n°2 Vendredi 3 mai 2024 à 09 heures 30 | Corée du Sud 3 |       |  |             |
| \| \| \| \| \| \| \| \| \| 1 \| \| Hsu Wen-chi An Se-young \| 14 21 \| 9 21 \| \| \| \| 2 \| \| Hsu Ya-ching / Lin Wan-ching Baek Ha-na / Lee So-hee \| 6 21 \| 19 21 \| \| \| \| 3 \| \| Sung Shuo-yun Sim Yu-jin (en) \| 5 21 \| 15 21 \| \| \| \| 4 \| \| Hu Ling-fang / Yang Ching-tun Jeong Na-eun / Kong Hee-yong \| \| \| \| non disputé \| \| 5 \| \| Pai Yu-po Kim Ga-ram \| \| \| \| non disputé \| |                                                                                                |                                                                                                |                |       |  |             |
| |                                                                                                |                                                                                                |                |       |  |             |
| 1 |                                                                                                | Hsu Wen-chi An Se-young                                                                        | 14 21          | 9 21  |  |             |
| 2 |                                                                                                | Hsu Ya-ching / Lin Wan-ching Baek Ha-na / Lee So-hee                                           | 6 21           | 19 21 |  |             |
| 3 |                                                                                                | Sung Shuo-yun Sim Yu-jin (en)                                                                  | 5 21           | 15 21 |  |             |
| 4 |                                                                                                | Hu Ling-fang / Yang Ching-tun Jeong Na-eun / Kong Hee-yong                                     |                |       |  | non disputé |
| 5 |                                                                                                | Pai Yu-po Kim Ga-ram                                                                           |                |       |  | non disputé |

|   |  |                                                            |       |       |  |             |
| 1 |  | Hsu Wen-chi An Se-young                                    | 14 21 | 9 21  |  |             |
| 2 |  | Hsu Ya-ching / Lin Wan-ching Baek Ha-na / Lee So-hee       | 6 21  | 19 21 |  |             |
| 3 |  | Sung Shuo-yun Sim Yu-jin (en)                              | 5 21  | 15 21 |  |             |
| 4 |  | Hu Ling-fang / Yang Ching-tun Jeong Na-eun / Kong Hee-yong |       |       |  | non disputé |
| 5 |  | Pai Yu-po Kim Ga-ram                                       |       |       |  | non disputé |

### Demi-finales
| Chine 3 | Chengdu High-tech Zone Sports Center Gymnasium, terrain n°1 Samedi 4 mai 2024 à 09 heures 30 | Chengdu High-tech Zone Sports Center Gymnasium, terrain n°1 Samedi 4 mai 2024 à 09 heures 30 | Japon 0 |       |       |             |
| \| \| \| \| \| \| \| \| \| 1 \| \| Chen Yufei Aya Ohori \| 21 18 \| 21 15 \| \| \| \| 2 \| \| Chen Qingchen / Jia Yifan Nami Matsuyama / Chiharu Shida \| 14 21 \| 21 13 \| 23 21 \| \| \| 3 \| \| He Bingjiao Nozomi Okuhara \| 21 8 \| 21 18 \| \| \| \| 4 \| \| Liu Shengshu / Zhang Shuxian Rena Miyaura / Ayako Sakuramoto \| \| \| \| non disputé \| \| 5 \| \| Han Yue Tomoka Miyazaki \| \| \| \| non disputé \| |                                                                                              |                                                                                              |         |       |       |             |
| |                                                                                              |                                                                                              |         |       |       |             |
| 1 |                                                                                              | Chen Yufei Aya Ohori                                                                         | 21 18   | 21 15 |       |             |
| 2 |                                                                                              | Chen Qingchen / Jia Yifan Nami Matsuyama / Chiharu Shida                                     | 14 21   | 21 13 | 23 21 |             |
| 3 |                                                                                              | He Bingjiao Nozomi Okuhara                                                                   | 21 8    | 21 18 |       |             |
| 4 |                                                                                              | Liu Shengshu / Zhang Shuxian Rena Miyaura / Ayako Sakuramoto                                 |         |       |       | non disputé |
| 5 |                                                                                              | Han Yue Tomoka Miyazaki                                                                      |         |       |       | non disputé |

|   |  |                                                              |       |       |       |             |
| 1 |  | Chen Yufei Aya Ohori                                         | 21 18 | 21 15 |       |             |
| 2 |  | Chen Qingchen / Jia Yifan Nami Matsuyama / Chiharu Shida     | 14 21 | 21 13 | 23 21 |             |
| 3 |  | He Bingjiao Nozomi Okuhara                                   | 21 8  | 21 18 |       |             |
| 4 |  | Liu Shengshu / Zhang Shuxian Rena Miyaura / Ayako Sakuramoto |       |       |       | non disputé |
| 5 |  | Han Yue Tomoka Miyazaki                                      |       |       |       | non disputé |

| Indonésie 3 | Chengdu High-tech Zone Sports Center Gymnasium, terrain n°2 Samedi 4 mai 2024 à 09 heures 30 | Chengdu High-tech Zone Sports Center Gymnasium, terrain n°2 Samedi 4 mai 2024 à 09 heures 30 | Corée du Sud 2 |       |       |  |
| \| \| \| \| \| \| \| \| \| 1 \| \| Gregoria Mariska Tunjung Sim Yu-jin \| 21 15 \| 21 13 \| \| \| \| 2 \| \| Apriyani Rahayu / Siti Fadia Silva Ramadhanti Baek Ha-na / Lee So-hee \| 6 21 \| 18 21 \| \| \| \| 3 \| \| Ester Nurumi Tri Wardoyo Kim Ga-ram \| 20 22 \| 21 16 \| 21 12 \| \| \| 4 \| \| Lanny Tria Mayasari / Ribka Sugiarto Jeong Na-eun / Kong Hee-yong \| 15 21 \| 14 21 \| \| \| \| 5 \| \| Komang Ayu Cahya Dewi Kim Min-sun \| 17 21 \| 21 16 \| 21 19 \| \| |                                                                                              |                                                                                              |                |       |       |  |
| |                                                                                              |                                                                                              |                |       |       |  |
| 1 |                                                                                              | Gregoria Mariska Tunjung Sim Yu-jin                                                          | 21 15          | 21 13 |       |  |
| 2 |                                                                                              | Apriyani Rahayu / Siti Fadia Silva Ramadhanti Baek Ha-na / Lee So-hee                        | 6 21           | 18 21 |       |  |
| 3 |                                                                                              | Ester Nurumi Tri Wardoyo Kim Ga-ram                                                          | 20 22          | 21 16 | 21 12 |  |
| 4 |                                                                                              | Lanny Tria Mayasari / Ribka Sugiarto Jeong Na-eun / Kong Hee-yong                            | 15 21          | 14 21 |       |  |
| 5 |                                                                                              | Komang Ayu Cahya Dewi Kim Min-sun                                                            | 17 21          | 21 16 | 21 19 |  |

|   |  |                                                                       |       |       |       |  |
| 1 |  | Gregoria Mariska Tunjung Sim Yu-jin                                   | 21 15 | 21 13 |       |  |
| 2 |  | Apriyani Rahayu / Siti Fadia Silva Ramadhanti Baek Ha-na / Lee So-hee | 6 21  | 18 21 |       |  |
| 3 |  | Ester Nurumi Tri Wardoyo Kim Ga-ram                                   | 20 22 | 21 16 | 21 12 |  |
| 4 |  | Lanny Tria Mayasari / Ribka Sugiarto Jeong Na-eun / Kong Hee-yong     | 15 21 | 14 21 |       |  |
| 5 |  | Komang Ayu Cahya Dewi Kim Min-sun                                     | 17 21 | 21 16 | 21 19 |  |

### Finale
| Chine | Chengdu High-tech Zone Sports Center Gymnasium, terrain n°1 Dimanche 5 mai 2024 à 09 heures 30 | Chengdu High-tech Zone Sports Center Gymnasium, terrain n°1 Dimanche 5 mai 2024 à 09 heures 30 | Indonésie |       |       |             |
| \| \| \| \| \| \| \| \| \| 1 \| \| Chen Yufei Gregoria Mariska Tunjung \| 21 7 \| 21 16 \| \| \| \| 2 \| \| Chen Qingchen / Jia Yifan Siti Fadia Silva Ramadhanti / Ribka Sugiarto \| 21 11 \| 21 8 \| \| \| \| 3 \| \| He Bingjiao Ester Nurumi Tri Wardoyo \| 10 21 \| 21 15 \| 21 17 \| \| \| 4 \| \| Liu Shengshu / Zhang Shuxian Lanny Tria Mayasari / Rachel Allessya Rose \| \| \| \| non disputé \| \| 5 \| \| Han Yue Komang Ayu Cahya Dewi \| \| \| \| non disputé \| |                                                                                                |                                                                                                |           |       |       |             |
| |                                                                                                |                                                                                                |           |       |       |             |
| 1 |                                                                                                | Chen Yufei Gregoria Mariska Tunjung                                                            | 21 7      | 21 16 |       |             |
| 2 |                                                                                                | Chen Qingchen / Jia Yifan Siti Fadia Silva Ramadhanti / Ribka Sugiarto                         | 21 11     | 21 8  |       |             |
| 3 |                                                                                                | He Bingjiao Ester Nurumi Tri Wardoyo                                                           | 10 21     | 21 15 | 21 17 |             |
| 4 |                                                                                                | Liu Shengshu / Zhang Shuxian Lanny Tria Mayasari / Rachel Allessya Rose                        |           |       |       | non disputé |
| 5 |                                                                                                | Han Yue Komang Ayu Cahya Dewi                                                                  |           |       |       | non disputé |

## Classement final
| Rang               | Équipe         |
| ------------------ | -------------- |
| Médaille d'or      | Chine          |
| Médaille d'argent  | Indonésie      |
| Médaille de bronze | Corée du Sud   |
| Médaille de bronze | Japon          |
| 5                  | Thaïlande      |
| 6                  | Danemark       |
| 7                  | Inde           |
| 8                  | Taipei chinois |

| Rang | Équipe     |
| ---- | ---------- |
| 9    | Canada     |
| 10   | Hong Kong  |
| 11   | États-Unis |
| 12   | Malaisie   |
| 13   | Australie  |
| 14   | Singapour  |
| 15   | Mexique    |
| 16   | Ouganda    |